# Ökonomische Theoriengeschichte
Die Ökonomische Theoriengeschichte (auch: ökonomische Dogmengeschichte oder Geschichte des ökonomischen Denkens) betrachtet die Wirtschaftstheorie in Vergangenheit und Gegenwart. Die Wirtschaftstheorie wird ebenfalls als Volkswirtschaftstheorie oder ökonomische Theorie bezeichnet und behandelt denjenigen Teilbereich der Volkswirtschaftslehre, der sich mit grundlegenden Abläufen und Zusammenhängen volkswirtschaftlicher Art befasst.

## Übersicht
Wichtige Wirtschaftstheorien sind:
- Physiokratie (François Quesnay) ca. 1758
- Klassische Nationalökonomie (unter anderem Adam Smith, David Ricardo, John Stuart Mill, Thomas Robert Malthus und Jean-Baptiste Say), ab ca. 1780
- Marxistische Wirtschaftstheorie (unter anderem Karl Marx, Friedrich Engels, Rosa Luxemburg, Nikolai Iwanowitsch Bucharin), ab ca. 1850
- Historische Schule der Nationalökonomie (unter anderem Friedrich List, Gustav von Schmoller), ab ca. 1850
- Neoklassische Theorie (unter anderem Vilfredo Pareto, Léon Walras, Alfred Marshall, Irving Fisher als Vertreter der verschiedenen Grenznutzenschulen), ab ca. 1870
- Österreichische Schule (unter anderem Carl Menger, Eugen Böhm von Bawerk, Ludwig von Mises, Friedrich August von Hayek), ab ca. 1880
- Institutionenökonomik (unter anderem Thorstein Bunde Veblen, John Rogers Commons, John Kenneth Galbraith), ab ca. 1900
- Freiwirtschaft (Silvio Gesell), ab ca. 1920
- Keynesianismus (unter anderem John Maynard Keynes), ab ca. 1930
- Ordoliberalismus (unter anderem Walter Eucken), ab ca. 1940
- Postkeynesianismus (unter anderem Joan Robinson, Nicholas Kaldor, Michal Kalecki), ab ca. 1950
- Monetarismus (unter anderem Milton Friedman), ab ca. 1970

## Geschichte

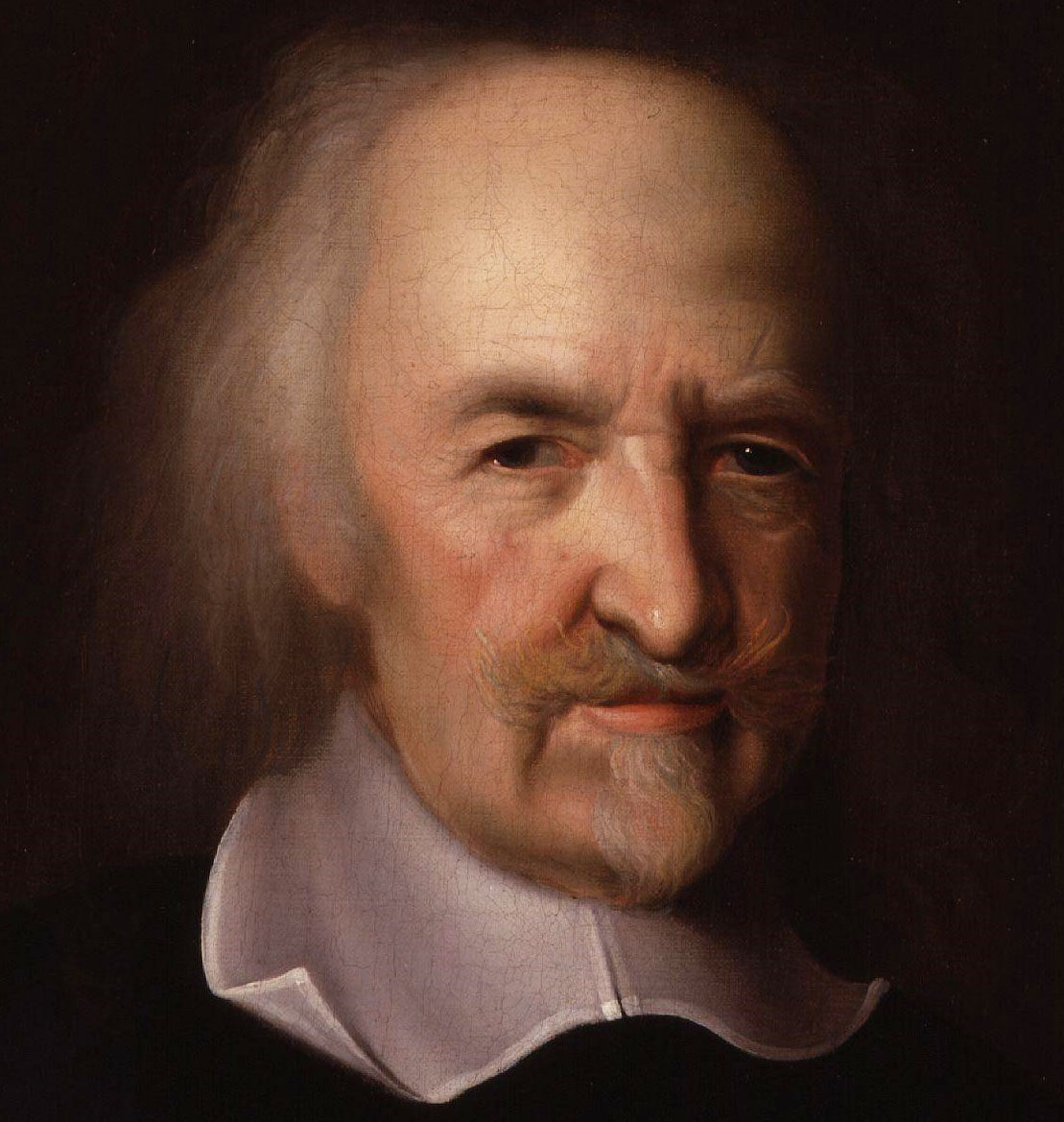
Thomas Hobbes
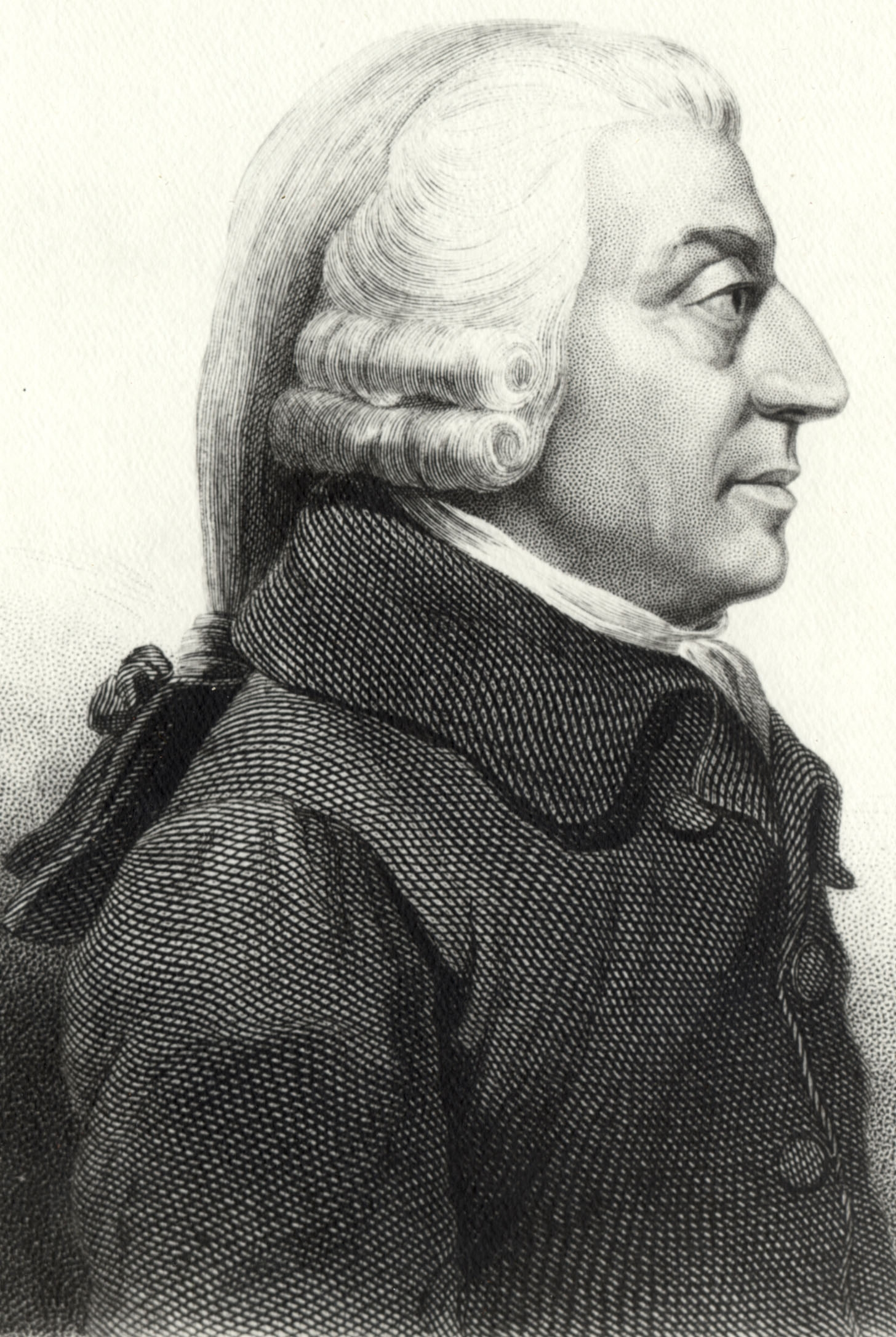
Adam Smith
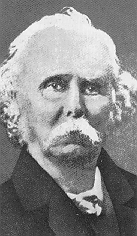
Alfred Marshall
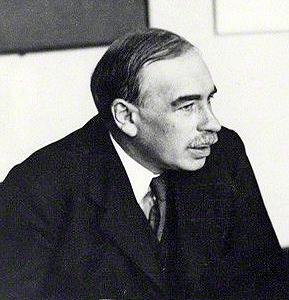
John Maynard Keynes
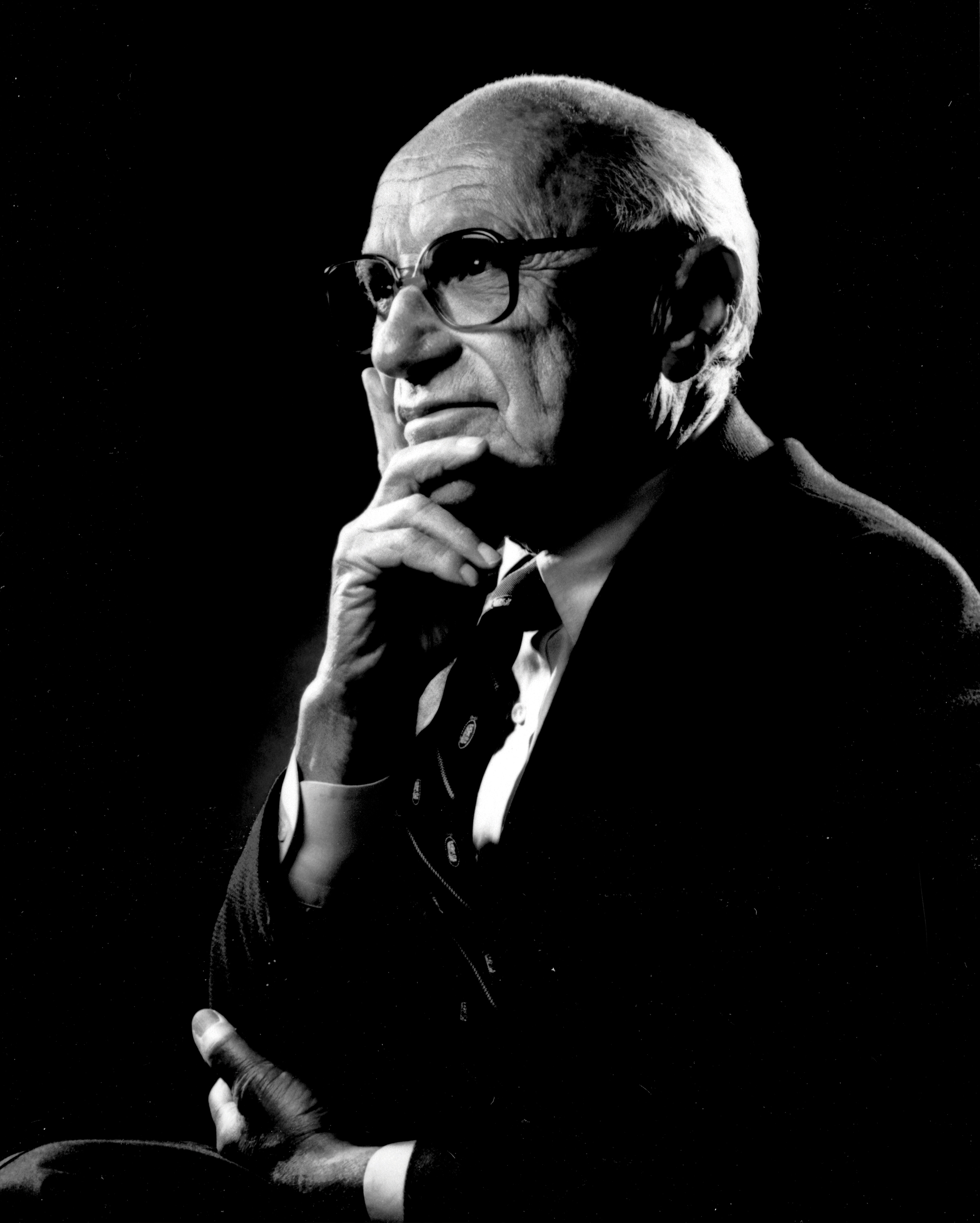
Milton Friedman

### Zeit bis zum Absolutismus
Aus der Antike und aus dem Mittelalter sind Gedanken zum wirtschaftlichen Handeln in den Werken einzelner Philosophen, Rechts- und Finanzgelehrter sowie Theologen überliefert. Bildung ökonomischer Theorien durch akademische Diskussion und die Reflexion aktuellen wirtschaftlichen Handelns im heutigen Sinne fand damals nur selten statt. Antike Vorläufer der Wirtschaftswissenschaftler waren u. a. Xenophon, Platon und Aristoteles, im Mittelalter und während der Aufklärung Thomas Morus, Thomas Hobbes, John Locke und Gottfried Wilhelm Leibniz. Entsprechend wurde Wirtschaftspolitik meist ohne fundierte theoretische Unterfütterung durchgeführt.
In der frühen Neuzeit spielten die Theologen und Juristen der Schule von Salamanca eine große Rolle bei der Legitimation der Wirtschaft und bei der Entwicklung der Reflexionen über die Wirtschaftsethik. Sie reflektierten viele Aspekte des Wirtschaftslebens, die sie im Gegensatz zu den Protestanten als notwendigerweise mit der christlichen Moral verbunden betrachteten, wie die Achtung der Tauschgerechtigkeit, den Vertragskonsensismus, den gerechten Preis oder den Eingriff des Staatsinterventionismus (sogenannte Arbitrismus). Dies bedeutet nicht, dass diese Mitglieder nicht neue und manchmal gegen die alten christlichen Lehren gerichtete Positionen bezogen, wie die Bestätigung des Zinswuchers durch Martin de Azpilcueta und Lessius oder die Verteidigung des Contractus trinus durch letzteren beweisen.

### Merkantilismus bis Klassik
Während des Absolutismus kristallisierte sich in Frankreich, Italien und England eine Denkrichtung in der Wirtschaftspolitik heraus, die zwar nicht auf einer geschlossenen Theorie, aber auf präziseren Vorstellungen über die Zusammenhänge wirtschaftlichen Handelns basierte, als das bis dahin der Fall gewesen war. Auch in Deutschland wurden die Prinzipien des Merkantilismus im Rahmen des Kameralismus angewandt. Die merkantilistische Wirtschaftspolitik war gekennzeichnet durch massive Eingriffe des Staates in die Wirtschaft und machte Frankreich zwar zu einer der führenden Wirtschaftsmächte Europas, führte aber auch zu einem Niedergang der Landwirtschaft. Als Reaktion auf diese Entwicklung verlangte die 1758 vom Arzt François Quesnay im Tableau Economique veröffentlichte Theorie eines kreislaufbasierten Wirtschaftsmechanismus eine Laissez-faire-Politik. Diese später Physiokratie genannte Denkschule gilt als erster wissenschaftlicher wirtschaftstheoretischer Ansatz.
In England wurden die Gedanken der Physiokratie aufgenommen und zu einer gesamtgesellschaftlichen Theorie ausgeweitet, der Klassischen Nationalökonomie. Adam Smith, David Ricardo und John Stuart Mill werden häufig als wichtige Vertreter dieser Denkschule genannt. Im Gegensatz zu den Physiokraten forderten die Klassiker begrenzte Eingriffe des Staates in das Wirtschaftsgeschehen, um Fehlentwicklungen zu vermeiden.

### Klassik bis Keynes
Im Zuge der Industrialisierung und der damit verbundenen Entstehung verschärfter sozialer Gegensätze in den Städten wurden verstärkt Fragen der Gewinnverteilung für Volkswirtschaftler interessant. Der Sozialismus und der Marxismus entstanden. Diese Denkschulen betonten die Notwendigkeit von Regulierung des Wirtschaftens und forderten die Kollektivierung der Produktionsmittel. Als wichtige Vertreter gelten Robert Owen, Charles Fourier und Karl Marx. Gleichzeitig prägten andere stärker vom aufkeimenden Nationalgefühl geprägte Wissenschaftler wie Friedrich List und Gustav von Schmoller die Historische Schule. Ihre Forderungen waren Eingriffe des Staates zum Schutz der einheimischen Wirtschaft sowie Erforschung der Wirklichkeit statt (vor)schneller Verallgemeinerungen.
Gegen Ende des 19. Jahrhunderts entstand die Grenznutzenschule unter dem Einfluss von Ökonomen wie William Stanley Jevons, Carl Menger und Léon Walras. Hier wurden erstmals mikroökonomische Ansätze wie individuelle Nutzeneinschätzungen und Angebots- und Nachfragefunktionen thematisiert. Seitdem bildeten methodologische Probleme eine mindestens gleichberechtigte Säule der Volkswirtschaftslehre neben inhaltlichen und ordnungspolitischen Fragestellungen (siehe auch Utilitarismus).
Unter dem Eindruck der Denkweise der Grenznutzenschule wurde die Klassik u. a. von Alfred Marshall weiterentwickelt zur Neoklassischen Theorie, indem die subjektivistischen Ansätze der Grenznutzenschule mit den objektivistischen Theorien der Klassiker in der Gleichgewichtsanalyse zusammengeführt wurden.
Die bis dahin entwickelten Theorien konnten keine Erklärungen oder hilfreiche Handlungsansätze gegen die globale Wirtschaftskrise der 1920er und 1930er Jahre mit ihrer Massenarbeitslosigkeit liefern. Eine von den Vertretern Österreichischen Schule befürwortete Abkehr vom Staatsinterventionismus erwies sich als politisch nicht durchsetzbar.

### Keynes bis heute
John Maynard Keynes lieferte Beiträge zur Analyse der gesamtwirtschaftlichen Nachfrage und begründete den Keynesianismus, der die Überwindung wirtschaftlicher Krisen durch eine aktive Wirtschaftspolitik des Staates propagiert. Die monetaristische Geldtheorie wurde vor allem von Irving Fisher und Milton Friedman entwickelt (Chicagoer Schule).
Während der Keynesianismus als makroökonomische Ungleichgewichtstheorie davon ausgeht, dass Märkte für längere Zeit aus dem Gleichgewicht geraten können, gehen Gleichgewichtsorientierte Makrotheorien wie die Neoklassik oder der Monetarismus davon aus, dass Märkte nicht aus dem Gleichgewicht geraten können bzw. zumindest sehr schnell wieder zum Gleichgewicht finden. Der Ordoliberalismus trug zur Wettbewerbspolitik und zur Prägung des Konzepts der Sozialen Marktwirtschaft bei. Neuere Ansätze sind die Neue Institutionenökonomik, Experimentelle Ökonomik, die Ökonometrie und die Spieltheorie oder die Verhaltensökonomik.

## Organisationen und Zeitschriften
Mit der Geschichte des ökonomischen Denkens befasste Fachorganisationen sind die „European Society for the History of Economic Thought“ (ESHET, gegründet 1995), die nordamerikanische „History of Economics Society“ (HES, gegründet 1974), die „Japanese Society for The History of Economic Thought“ (JSHET, gegründet 1950), die History of Economic Thought Society of Australia (HESTA, gegründet 1981), die italienische „Associazione Italiana per la Storia del Pensiore Economico“ und die französische „Association Charles Gide pour l'Étude de la pensée économique“. In Deutschland verfügt der Verein für Socialpolitik über einen 1980 konstituierten Ausschuss für die Geschichte der Wirtschaftswissenschaften.
Bei den Zeitschriften ist die prestigeträchtigste die History of Political Economy. In den USA wird seit 1979 das History of Economics Society Bulletin herausgegeben, das 1990 in Journal of the History of Economic Thought (JHET) umbenannt wurde. In Europa besteht seit 1993 das European Journal of the History of Economic Thought (EJHET), dazu die französische Zeitschrift Economies et Sociétés und die italienische History of Economic Ideas (früher Quaderni di storia dell'economia politica). Die australische HESTA veröffentlicht das History of Economics Review.